# Шарашка
Шарашка, шарага — секретний науково-дослідний або проєктний інститут, де під контролем органів безпеки працювали вчені й інженери, як правило, засуджені за «саботаж будівництва», «підрив воєнної міці СРСР» (термін з'явився у 1930-х роках).
15 травня 1930 вийшов «Циркуляр Вищої Ради Народного Господарства та Об'єднаного державного політичного управління» про «Використання на виробництвах фахівців, засуджених за шкідництво», підписаного В. В. Куйбишевим та Г. Г. Ягодою. Зокрема, в цьому документі говорилося:
|  | Використання шкідників слід організувати таким чином, щоб робота їх проходила в приміщеннях органів ОГПУ |

Так з'явилася перша система науково-технічних в'язниць — «шарашек» для використання «шкідників» в інтересах військового виробництва.
У системі НКВД іменувалися «особливими технічними бюро» (ОТБ), «особливими конструкторськими бюро» (ОКБ) і тому подібними абревіатурами з номерами.
Через шарашки пройшло багато радянських учених та конструкторів. Основним напрямком ОТБ була розробка військової та спеціальної (використовуваної спецслужбами) техніки. Безліч нових моделей військової техніки і озброєнь у СРСР були створені ув'язненими шарашок.
У романі Олександра Солженіцина шарашка представлена як держава в державі. Шарашка — територія, замкнутий простір, в'язниця, де жили майже всі примітні, розумні, інтелігентні люди тої епохи, крім того, що вони мали можливість працювати, творити. Щоправда на благо системи, що їх і посадила.

## Відомі в'язні
- Олександр Солженіцин, письменник. Його роман «У колі першому» — яскрава розповідь про життя в шарашці Марфіно.
- Лев Копелєв, письменник, інший ув'язнений Марфіно (прототип Рубіна з роману «У колі першому»).
- Сергій Корольов, констуктор літаків та ракет, пізніше головний конструктор радянської космічної програми.
- Валентин Глушко, головний конструктор ракетних двигунів.
- Андрій Туполєв, головний конструктор родини літаків Ту.
- Володимир Петляков, головний конструктор родини літаків Пе.
- Володимир Мясіщєв, авіаконструктор.
- Кербер Леонід Львович, авіаконструктор.
- Роберт Людвигович Бартіні (або Роберто Орос ді Бартіні) авіаконструктор та вчений.
- Гельмут Греттруп, німецький інженер-ракетник, спеціаліст з систем управління, з лабораторії Пенемюнде.
- Микола Полікарпов, авіаконструктор.
- Лев Термен, піонер електронної музики, винахідник терменвокса і пасивного підслуховування.
- Микола Тимофєєв-Ресовський, генетик та радіобіолог.
- Леонід Костянтинович Рамзін, винахідник прямоточного котла.
- Юрій Кондратюк, піонер космонавтики та космічного польоту, винахідник «траси Кондратюка».
- Озеров Георгій Олександрович, авіаконструктор.
- Володимир Полієвктович Костенко, інженер-суднобудівельник.